# Ancistronycha
Ancistronycha es un género de coleópteros polífagos de la familia Cantharidae, perteneciente a la subfamilia Cantharinae y a la tribu Cantharini. El género contiene seis especies.

## Especies
- Ancistronycha abdominalis (Fabricius, 1798)
- Ancistronycha astur Heyden, 1880
- Ancistronycha erichsonii Bach, 1854
- Ancistronycha lucens Moscardini, 1967
- Ancistronycha occipitalis (Rosenhauer, 1847)
- Ancistronycha violacea (Paykull, 1789)